# Vélez-Málaga
Vélez-Málaga is een gemeente in de Spaanse provincie Málaga in de regio Andalusië met een oppervlakte van 158 km². In 2021 telde Vélez-Málaga 82.972 inwoners.
De belangrijkste stad en tevens hoofdplaats van de streek en comarca Axarquía.
De gemeente bestaat uit:
- Torre del Mar
- Vélez-Málaga

## Geboren in Vélez-Málaga
- Joaquín Blake (1759-1827), militair
- Juan Breva (1844-1918), flamencozanger
- Fernando Hierro (1968), voetballer
- Rocío Molina (1984), danseres en choreografe

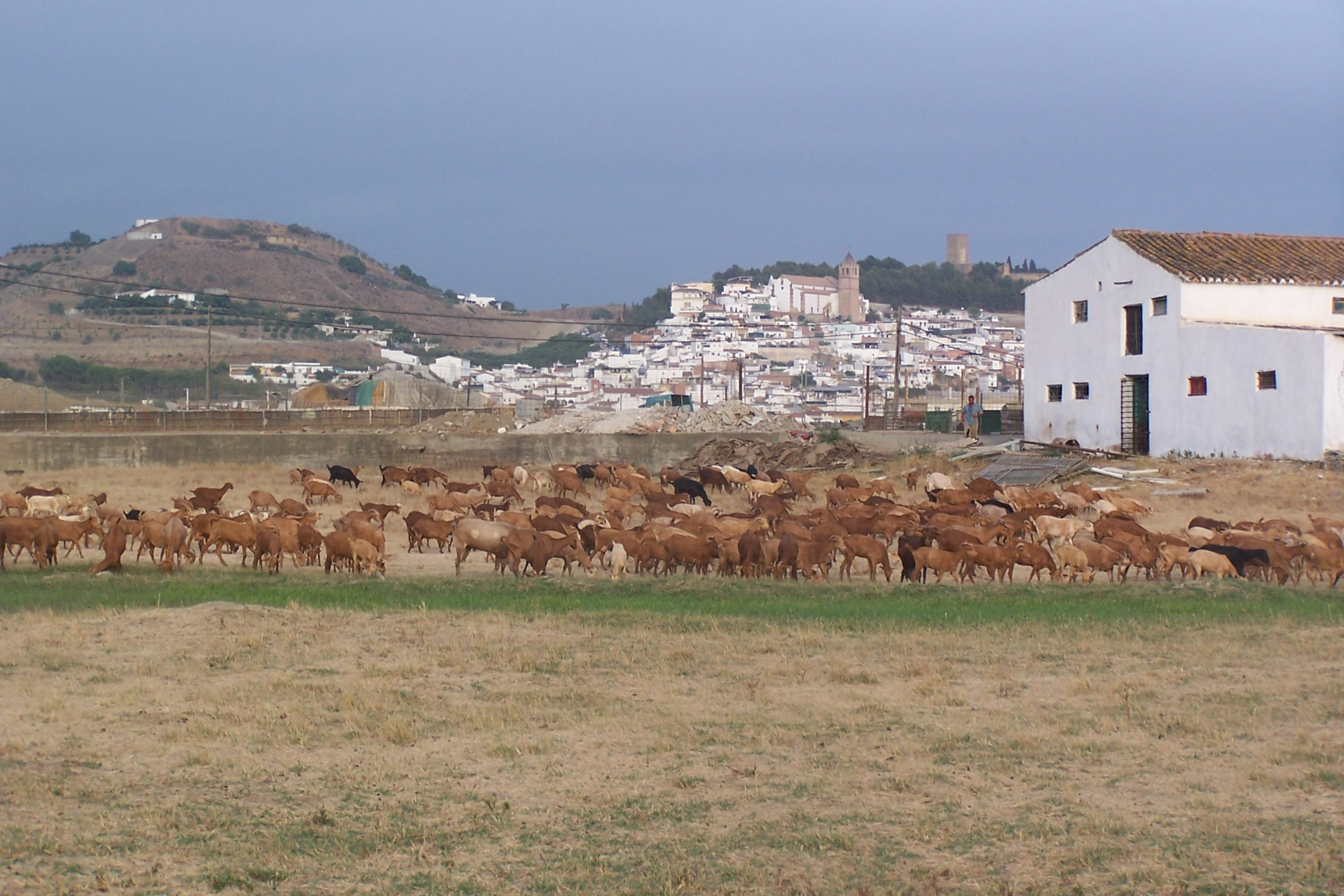
Vélez-Málaga

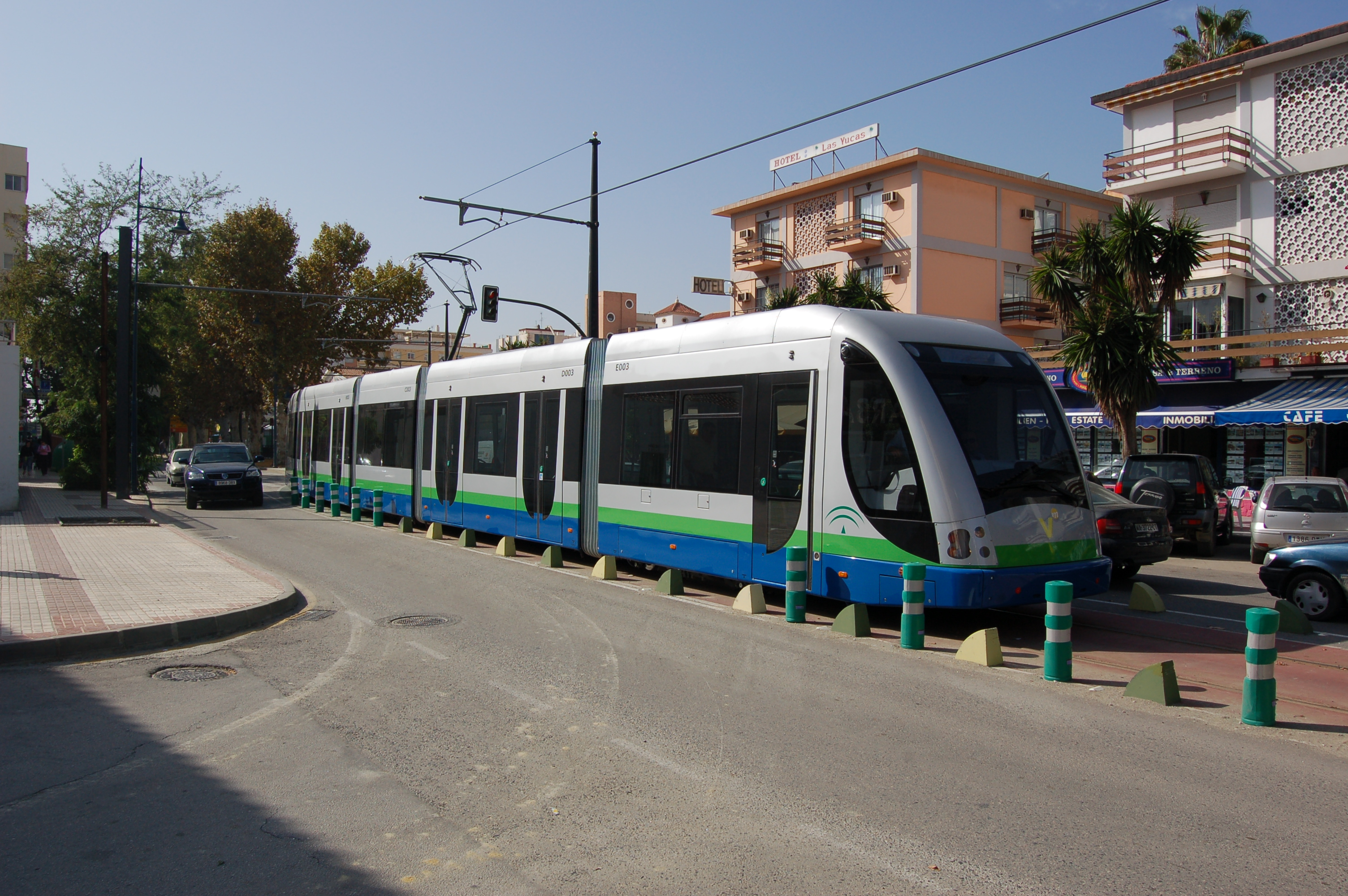
Tram in Vélez-Málaga

## Demografische ontwikkeling
Bron: INE; 1857-2011: volkstellingen
Opm.: Aanhechting van Chilches (1877)
1. ↑  (es) Población según municipio y sexo. INE. Geraadpleegd op 29 augustus 2023.